# Siempre tuya (álbum)
Siempre Tuya es el sexto y último álbum de estudio a la fecha de la cantante mexicana Pilar Montenegro. Fue lanzado el 1 de mayo de 2010 bajo la discográfica PRODISC.

## Producción
Para este álbum, Montenegro trabajó de la mano del autor y productor, Fato, conocido por temas como "Mi Credo" de K-Paz de la Sierra y "Miedo", de Palomo. Él junto a su esposa Teresa, eligieron temas de su autoría para crear junto a Pilar, un álbum memorable. El primer sencillo del álbum fue el tema "Me Duele Tanto", de la autoría de Teresa de Fato. Este tema fue interpretado por primera vez en 1996 por el Grupo Límite.

## Lista de canciones
| Siempre Tuya |                                     |                                     |          |  |
| N.º          | Título                              | Escritor(es)                        | Duración |  |
| 1.           | «Me Duele Tanto»                    | Teresa de Fato                      | 3:06     |  |
| 2.           | «No Soy Especial»                   | Fato                                | 3:21     |  |
| 3.           | «Ay Amor»                           | Fato                                | 3:54     |  |
| 4.           | «Cuidado Corazón»                   | Fato                                | 3:14     |  |
| 5.           | «Amigo Mío»                         | Fato                                | 3:04     |  |
| 6.           | «Quererte A Ti»                     | Camilo Blanes                       | 4:49     |  |
| 7.           | «Se Fue El Amor»                    | Santa Benith · Juan Carlos Graciano | 2:52     |  |
| 8.           | «Canalla»                           | Rogelio Salazar · Adnil             | 3:23     |  |
| 9.           | «Cómo Te Atreves»                   | Iván Reséndiz                       | 3:59     |  |
| 10.          | «La Menos Amada»                    | Reséndiz                            | 3:09     |  |
| 11.          | «Me Duele Tanto» (Antro Radio Edit) | Fato                                | 3:26     |  |
| 34:50        |                                     |                                     |          |  |